# Lollipop Pt.2
„Lollipop Pt.2” – singel południowokoreańskiej grupy Big Bang, wydany cyfrowo 19 lutego 2010 roku przez YG Entertainment. Utwór został wykorzystany w celu promocji telefonu komórkowego marki LG Cyon – Lollipop2. Utwór sprzedał się w liczbie 1 337 098 egzemplarzy w Korei Południowej.

## Lista utworów
| Nr | Tytuł           | Słowa                  | Kompozycja | Aranżacja | Czas |
| -- | --------------- | ---------------------- | ---------- | --------- | ---- |
| 1. | "Lollipop Pt.2" | Teddy, T.O.P, G-Dragon | Teddy      | Teddy     | 3:20 |

## Notowania
| Lista                       | Najwyższa pozycja |
| --------------------------- | ----------------- |
| Gaon Monthly Digital Chart  | 24                |
| Gaon Yearly Digital Chart   | 140               |
| Gaon Monthly Download Chart | 25                |
| Gaon Yearly Download Chart  | 114               |